# 菊芹属
菊芹属（学名：Erechtites）是菊科下的一个属，为一年生或多年生草本植物。该属共有15种，分布于美洲和大洋洲。
属名Erechtites来源于希腊语erechtites，意为一种橐吾属杂草。